# Rainer Göschl
Rainer Göschl (* 1940) ist ein österreichischer Bergsteiger.

## Leben
Rainer Göschl nahm ab 1966 an mehreren Expeditionen in Hindukusch und Karakorum teil, dabei gelangen auch wichtige Erstbesteigungen. 
Göschl ist Vater des im März 2012 verunglückten Extrembergsteigers Gerfried Göschl.

## Alpinistische Leistungen (Auszug)
- Akher Tsagh 7017 m (Hindukush, Pakistan), Erstbesteigung 1966 mit Hanns Schell
- Diran 7266 m (Karakorum, Pakistan), Erstbesteigung 1966 mit Hanns Schell und Rudolf Pischinger
- Momhil Sar 7342 m (Karakorum, Pakistan), 1999 Besteigungsversuch über eine Neuroute mit den Söhnen Wolfgang und Gerfried Göschl
- Muztagata 7509 m (Pamir, China), 2001 Ski-Besteigung mit Wolfgang und Gerfried Göschl